# Luis Miguel Franco
Luis Miguel Franco Zamora (Zamora, Michoacán, México; 15 de mayo de 1993), es un futbolista mexicano. Juega como mediocampista y su equipo actual es el Puntarenas F. C. de la Primera División de Costa Rica.

## Trayectoria
Luis Miguel Franco  comenzó su carrera en el 2008, al ingresar al Real Cavadas de la Tercera División de México, después de su paso por el Real Cavadas paso en el 2011 al equipo de Real Zamora de la Tercera División de México.
Para el 2013, Luis Franco entró a las fuerzas básicas del Club León. Su debut oficial en la Liga Bancomer MX lo hizo frente al Toluca, ya que Gustavo Matosas había hecho una rotación de la plantilla por la Copa Libertadores, el partido quedó con un resultado favorable para los escarlatas 2:1, Gustavo Matosas lo volvió a llamar frente a los Tigres de la UANL donde Luis Miguel Franco anotó un gran gol a pase de Rafael Márquez para poner el 1:0 a favor del Club León, este partido fue para los panzas verdes con un resultado de 3:0.
Para el Torneo Apertura 2014 quedó registrado en el primer equipo, en el cual no tuvo ningún partido disputado.

## Clubes
| Club                   | País       | Año                |
| ---------------------- | ---------- | ------------------ |
| Club León              | México     | 2013 - 2018        |
| Yalmakan Fútbol Club   | México     | 2018 - 2020        |
| Reboceros de la Piedad | México     | 2020 - 2021        |
| Club Sport Herediano   | Costa Rica | 2021 - 2023        |
| Puntarenas F. C.       | Costa Rica | 2023 - actualmente |

## Palmarés

### Títulos nacionales
| Título                         | Club          | País       | Año           |
| ------------------------------ | ------------- | ---------- | ------------- |
| Primera División de Costa Rica | C.S Herediano | Costa Rica | Apertura 2021 |
| Supercopa de Costa Rica        | C.S Herediano | Costa Rica | 2022          |

- Datos: Q18649791